# Дьомін Владислав Валерійович
Владислав Дьомін (нар. 27 червня 1994, Київ, Україна) — український актор, автор-виконавець пісень під псевдонімом Vladyslove.

## Біографія
Народився 27 червня у місті Києві, у сім'ї вчителів. З самого дитинства його мати залучала до діяльності артиста, з 3-х років виступав на сцені, співав, танцював, брав участь у театралізованих шоу і грав ролі у дитячих мюзиклах. Закінчив Київську гімназію № 287, а також КДМШ № 29 по класу скрипки, де викладає батько Валерій.
З 2001 року, коли пішов у другий клас, почав займатися бальними танцями у клубі «Діалог», отримав безліч нагород, став дворазовим Чемпіоном України у віковій категорії «Юніори» на відкритих змаганнях. На жаль, через проблеми зі здоров'ям був вимушений закінчити професійні тренування.
У 2008 році вступив до Академії мистецтв ім. Павла Чубинського, музичний факультет. У 2010 році почав писати власні музичні композиції, котрих на даний час налічує понад 20.
У 2016 році закінчив Київську муніципальну академію естрадного та циркового мистецтв, акторський факультет, майстер — Заслужена артистка України та Росії Аркушенко Тетяна Володимирівна. А у 2018 році отримав диплом магістра «Актор театру» під керівництвом Бабаєва Давіда Володимировича.
На останньому курсі вишу грав у студентському об‘єднанні, що переросло у професійну трупу під назвою «Театр-квартира Сквоzняк», а потім почав співпрацювати з театром 14ORLOV. В 2019 році разом з театром випустив виставу «ЧЕЛО ВЕКА», де зіграв головну роль. Новою сходинкою акторської кар'єри є робота в Театрі-студії «BEAT», у виставах Руслана Гофурова «Крадії жіночих сердець» та Михайла Міскуна «Шлюбна спокуса».
Під час повномаштабного вторгнення Росії в Україну потрапив у театральний проєкт під керівництвом Анастасії Ходаківської, що має назву "Зобеїда", за назвою пʼєси К.Ґоцці. Постановником вистави "Зобеїда" стала Тетяна Арсірій на базі Підвалу Культури. Знаково, що художнє рішення вистави виконав Іван Михайлов, що працював над фільмом "Памфір". Владислав зіграв три ролі в цій комедії дель арте, що викликало подив глядачів і захоплення майстерністю актора.
Перші зйомки трапились ще за часів навчання в Академії, одразу вдалося попрацювати і бути поміченим у музичних відео іноземних виконавців — Rita Ora, Rudimental. Потім був великий досвід зйомок в українських серіалах та рекламах.
Однією з перших власних пісень, що були видані на музичних площадках, стала пісня “Ангел над Україною”, присвячена всім воїнам ЗСУ, що захищають Україну від російських загарбників. 
Став співавтором тексту пісні Артура Боссо "Ти ангел", на яку було знято кліп режисером Назарієм Головʼяком.

## Театральний досвід
| Рік  | Назва                                              | Роль                                                                      | Автор                                                | Режисер/театр                           |
| ---- | -------------------------------------------------- | ------------------------------------------------------------------------- | ---------------------------------------------------- | --------------------------------------- |
| 2017 | Калека с острова Инишмаан                          | Бартлі МакКормік                                                          | Мартін Мак-Дона                                      | Дмитро Баннов/Театр-квартира «Сквоzняк» |
| 2018 | Маленькі істрії великого міста, внутрішні монологи | Містянин                                                                  | Зоя Казанжи                                          | Тетяна Аркушенко                        |
| 2019 | ЧЕЛО ВЕКА                                          | Адам                                                                      | Біляна Срблянович                                    | Светлана Гордієнко/14ORLOV              |
| 2020 | Movie. Оркестр — туш                               | Художник Петя                                                             | Едвард Радзинський                                   | Светлана Гордієнко/14ORLOV              |
| 2021 | Крадії жіночих сердець                             | Пан Вапягін, Гімназист, Макс Двуутробников, Міс Тфайс, Карась, Маргаритов | Антон Павлович Чехов, Аркадій Аверченко, Надія Теффі | Руслан Гофуров/BEAT                     |
| 2021 | Поговоримо про секс                                | Вальдемар                                                                 | Наталія Арутюнян                                     | Михайло Міскун/BEAT                     |
| 2021 | Фантазії за О'Генрі                                | Джо Лерребі                                                               | О.Генрі                                              | Михайло Міскун/BEAT                     |
| 2022 | Мавка                                              | Перелесник                                                                | Леся Українка                                        | Антон Поляков/НМТ                       |
| 2022 | Шлюбна спокуса                                     | Янгол 69                                                                  | І.Тедзолі та Е.Вайме                                 | Михайло Міскун/BEAT                     |
| 2024 | Зобеїда                                            | Смеральдіна, Труфальдіно, Масуд                                           | Карло Ґоцці                                          | Анастасія Ходаківська, Тетяна Арсірій   |

## Робота на телебаченні
Серіали:
- Слід
- Бампер і Сус
- Речдок
- Вещдок[11]
- Історія одного злочину
- Агенти справедливості
- Киев днем и ночью
- Сімейні мелодрами

Кліпи:
- LETAY — «Кохайтесь»[12]
- Avicii feat Rita Ora — «Lonely together»[13]
- Alyona Alyona feat. Аліна Паш — «Падло»

Реклами:
- Ласунка — Я тебе Ласунка
- McDonald's «My burger» — UNIVERSITY
- Favorit — Favorit Sport feat. Андрій Шевченко
- Епіцентр К — 18 років разом
- Lifecell — Цифрова свобода з lifecell
- iRex — Капець комарам, а не планам
- Цитропак — Обирай що завгодно, але не біль